# Kościół św. Michała Archanioła w Goszczynie
Kościół świętego Michała Archanioła w Goszczynie – rzymskokatolicki kościół parafialny należący do dekanatu mogielnickiego archidiecezji warszawskiej. Jest jedynym rejestrowanym zabytkiem wsi.

## Historia i architektura
Budowla została wzniesiona w latach 1878-1887 w stylu neoromańskim i została zaprojektowana przez architekta Wojciecha Wawrzyńca Bobińskiego. Kościół powstał dzięki staraniom księdza Jakuba Gozdka i parafian. W dniu 18 czerwca 1887 roku świątynię konsekrował Biskup pomocniczy warszawski Kazimierz Ruszkiewicz. W 1913 roku budowla została przebudowana według projektu architekta Józefa Piusa Dziekońskiego. W latach 1922–1930 dzięki staraniom księdza Henryka Osińskiego świątynia została rozbudowana według projektu architekta Leona Szyllera. Prace polegały na dobudowaniu od strony południowej kaplicy posiadającej wieloboczną wieżę zwieńczoną hełmem. Obecnie kościół prezentuje się jako murowana, otynkowana, bazylika o trzech nawach z fasadą wybudowaną na planie kwadratu. W kondygnacji górnej, z lewej i prawej strony mieszczą się dwa wydłużone okna, wieża zamknięta jest czworokątnym cokołem z arkadami. Zwieńczona jest czworobocznym, wydłużonym dachem, na którym jest umieszczony krzyż.

## Galeria

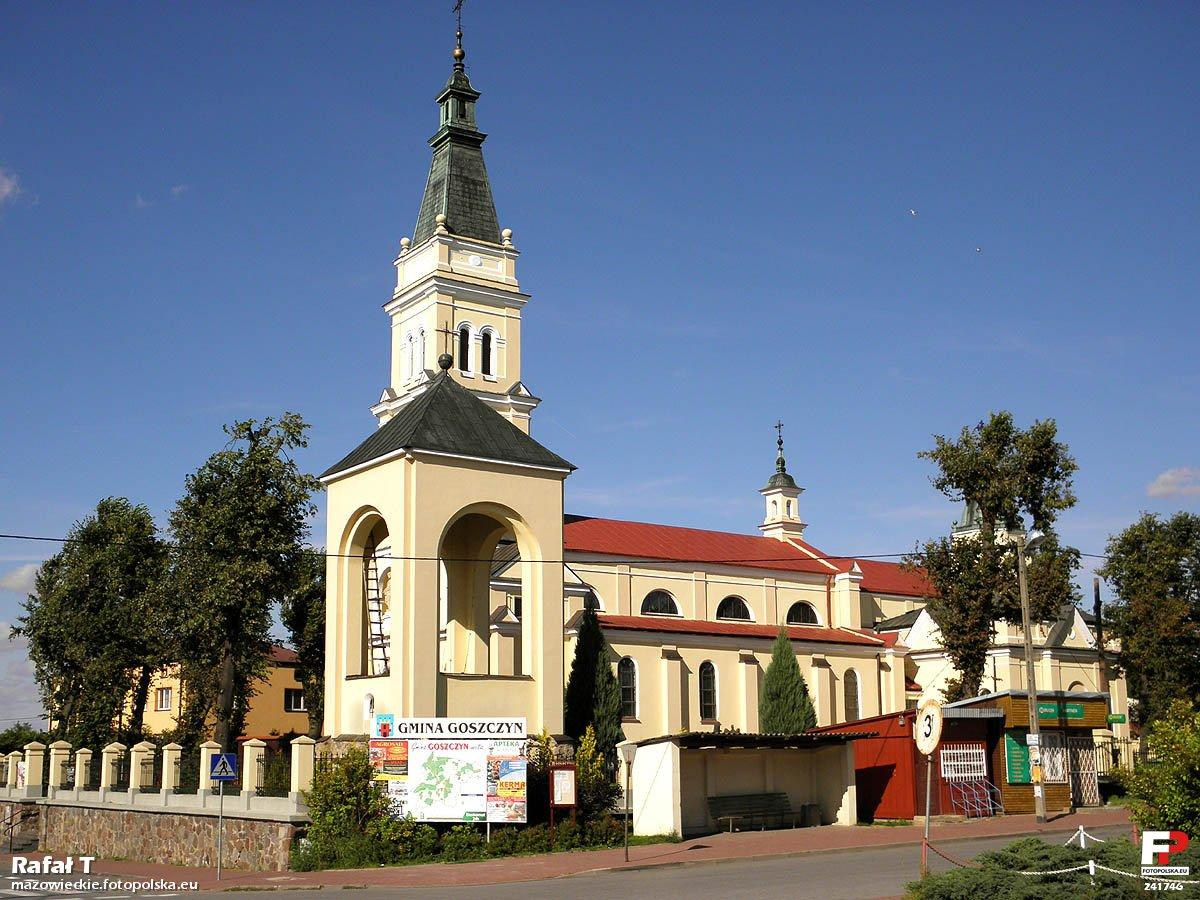
Elewacja boczna z dzwonnicą
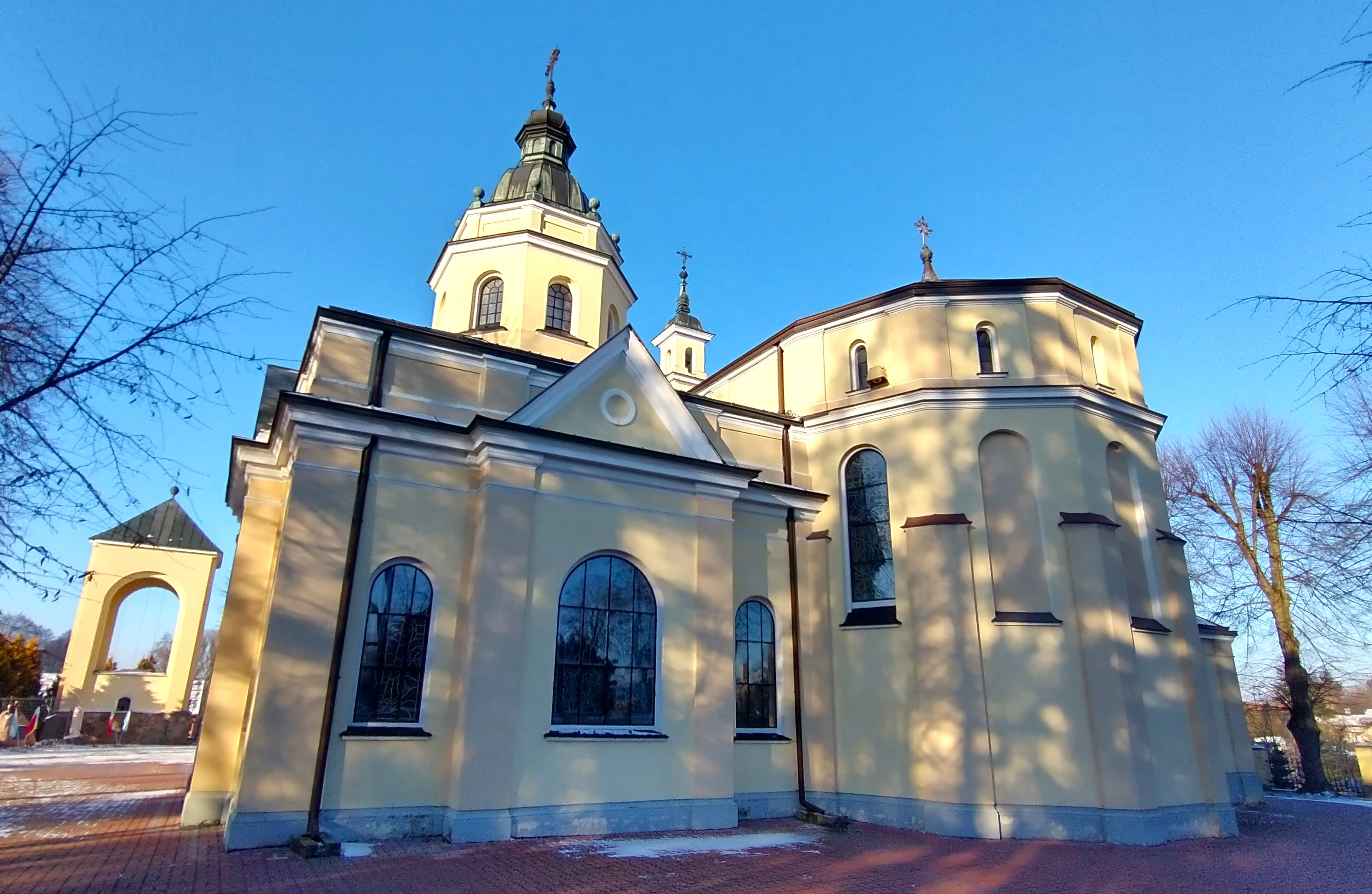
Widok od prezbiterium